# 科蒂夫 (特諾皮爾州)
49°21′12″N 24°58′22″E / 49.35333°N 24.97278°E
科蒂夫（烏克蘭語：Котів）是位於烏克蘭西南部的村莊，由泰爾諾皮爾州泰爾諾皮爾區的薩蘭丘基市鎮負責管轄。該村始建於1658年，面積1.09平方公里，2014年人口436，人口密度每平方公里485.4人。